# Dendropemon silvae
Dendropemon silvae là một loài thực vật có hoa trong họ Loranthaceae. Loài này được Leiva mô tả khoa học đầu tiên năm 1985.